# Felsritzungen von Ormaig

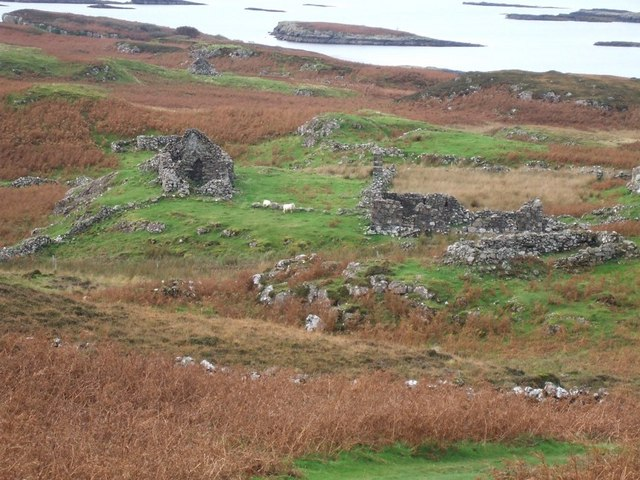
Ormaig

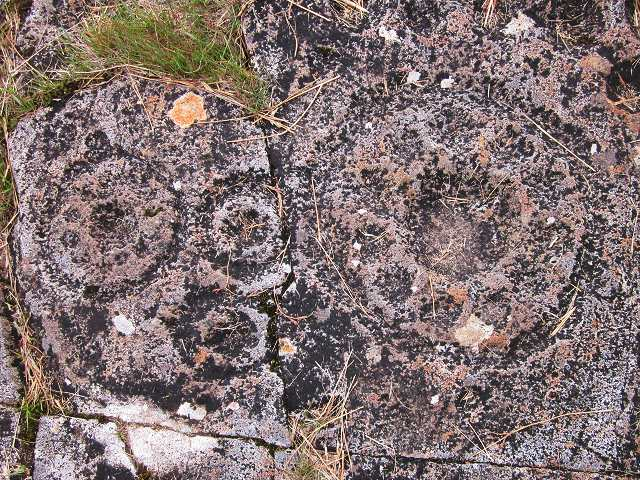
Rosetten von Ormaig

Die Felsritzungen von Ormaig liegen oberhalb des ruinierten Bauernhauses von Ormaig, am Ormaig Wood, beim Carnasserie Castle im Kilmartin Glen in Argyll and Bute in Schottland.
Der Ritzungen liegen auf vier Felsen, die mit rund 200 Symbolen verziert sind. Sie reichen von einfachen Schälchen (englisch cups) über Cup-and-Ring-Markierungen bis zu komplexen „Rosetten“-Mustern, die zusätzliche Cups in die Ringe integrieren. Wegen ihrer relativen Abgeschiedenheit sind die Ritzungen nicht eingezäunt und stellen eine Gelegenheit für eine genaue Inspektion eines der besten Felskunst-Standorte im Lande dar.